# Raymond Bernard
Raymond Bernard (Parigi, 10 ottobre 1891 – Parigi, 11 dicembre 1977) è stato un regista cinematografico e sceneggiatore francese, attivo per più di quarant'anni. Noto principalmente per affreschi storici in larga scala, fra cui i film muti Le Miracle des Loups e Le joueur d'échecs, nonché Les croix du bois, e un adattamento molto apprezzato de Les miserables, tratto da Victor Hugo.

## Biografia
Figlio dello scrittore umoristico Tristan Bernard e fratello minore del drammaturgo Jean-Jacques Bernard, iniziò la carriera di attore sul palcoscenico in opere teatrali del padre, fra le quali Jeanne Doré (1913), insieme a Sarah Bernardt (soggetto anche di un film del 1916). Nel 1917 Bernard iniziò a lavorare dietro alla macchina da presa alla Gaumont, come assistente di Jacques Feyder, e continuò poi come regista, adattando in massima parte lavori teatrali del padre. Acquistò esperienza in tali intrattenimenti popolari lavorando insieme a importanti attori come Max Linder e Charles Dullin.
Nel 1924 Bernard intraprese un nuovo stile filmico, il grande affresco storico, con Le miracle des loups, ambientato nella Francia del XV secolo, sotto il regno di Luigi XI. Questo si dimostrò essere non solo il film più costoso del periodo, ma anche il più redditizio. La capacità di Bernard di unire narrazioni drammatiche con ambientazioni grandiose e un gran numero di comparse fu sfruttata nei due ultimi film muti della sua carriera:  Le joueur d'échecs (1927) e Tarakanova (1930).
L'attività filmica di Bernard nell'epoca del sonoro continuò quasi per altri trent'anni. Ulteriori produzioni su larga scala includono il suo film sulla prima guerra mondiale, Le croix du bois (1932), ed un adattamento in tre parti de Les miserables (1934) di Victor Hugo, della durata di quasi cinque ore. Nei suoi film successivi si limitò a progetti e budget più modesti, con una serie di commedie sofisticate. Durante l'occupazione nazista della Francia dell'ultima guerra, Bernard, ebreo, dovette rimanere nell'ombra, interrompendo l'attività filmica fino alla fine della guerra.
Bernard si ritirò dall'attività cinematografica nel 1958, ma, durante gli anni '70, ottantenne, supervisionò la ricostruzione di Les Miserables, che, per facilitarne la distribuzione, era stato sottoposto a severi tagli negli anni '40. Nel 1977, subito dopo la trasmissione quasi completa di quest'opera alla televisione francese, Bernard morì all'età di 86 anni.

## Filmografia

### Regista
- Le Ravin sans fond (1917) (insieme a Jacques Feyder)
- Le Traitement du hoquet (1917)
- Le Gentilhomme commerçant (1918)
- Le Petit Café (1919)
- Le Secret de Rosette Lambert (1920)
- Le Maison vide (1921)
- Triplepatte (1922)
- L'Homme inusable (1923)
- Grandeur et Décadence (1923)
- Le Costaud des Épinettes (1923)
- Le Miracle des loups (1924)
- Le Joueur d'échecs (1927)
- Tarakanova (1930)
- Faubourg Montmartre (1931)
- Les Croix de bois (1932)
- Les Misérables (1934)
- Tartarin de Tarascon (1934)
- Amants et Voleurs (1935) (Lovers and Thieves)
- Anne-Marie (1936)
- Le Coupable (1937)
- Marthe Richard au service de la France (1937)
- J'étais une aventurière (1938)
- Les Otages (1939)
- Cavalcade d'amour (1940)
- Un ami viendra ce soir (1946)
- Adieu chérie  (1946)
- Maya (1949)
- Le Cap de l'espérance (1951)
- La strega del Rodano (Le Jugement de Dieu) (1952)
- La Dame aux camélias (1953)
- La Belle de Cadix (1953)
- Les Fruits de l'été (1955)
- Le Septième Commandement (1957)
- Le Septième Ciel (1958)